# Miasto Buzet
Miasto Buzet (chorw. Grad Buzet) – jednostka administracyjna w Chorwacji, w żupanii istryjskiej. W 2011 roku liczyła 6133 mieszkańców.